# تپه شهرباز
تپه شهرباز مربوط به دوران‌های تاریخی پس از اسلام است و در شهرستان بوئین‌زهرا، بخش آوج، روستای شهرباز واقع شده و این اثر در تاریخ ۲۵ خرداد ۱۳۸۱ با شمارهٔ ثبت ۵۷۶۴ به‌عنوان یکی از آثار ملی ایران به ثبت رسیده است.